# Caixão Grande
Caixão Grande (ou Vila de Caixão Grande) est une localité de Sao Tomé-et-Principe située au nord-est de l'île de São Tomé, dans le district de Mé-Zóchi.

## Climat
Caixão Grande est dotée d'un climat tropical de type As selon la classification de Köppen, avec des précipitations plus importantes en hiver, plus rares en été. La moyenne annuelle de température est de 24,4 °C et celle des précipitations de 1 444 mm.

## Population
Lors du recensement de 2012, 1 021 habitants y ont été dénombrés.

## Culture
Une troupe (tragédia) de tchiloli y était domiciliée. Nommée Florentina, fondée le 29 août 1944, elle compte 35 personnes, sa fanfare réunit 8 musiciens.

## Sport
Un club de football y est domicilié, le Bairros Unidos FC (en).